# Enigma de mujer
Enigma de mujer es una película en blanco y negro de Argentina dirigida por Enrique Cahen Salaberry sobre el guion de Abel Santa Cruz y Carlos Adén, sobre la obra teatral Mi señorita esposa, de Abel Santa Cruz, que se estrenó el 27 de septiembre de 1956 y que tuvo como protagonistas a Ana Mariscal, George Rigaud, Lautaro Murúa y Aída Luz. También colaboró Vassili Lambrinos en la coreografía.

## Sinopsis
Una serie de anécdotas expuestas desde el punto de vista de una mujer samaritana que pretende arreglar los problemas de los vecinos.

## Reparto
- Ana Mariscal …Araceli Galván
- George Rigaud …Raúl
- Lautaro Murúa …Dr. Ricardo de Angelis
- Aída Luz …Marta
- José Cibrián …Jaime Abrantes
- Ivana Kislinger …Susy
- Ana María Cassan …Mónica Dupuy
- Alejandro Rey …Felipe
- Frank Nelson …Agustín Abrantes
- Ilde Pirovano …Laura
- Elcira Olivera Garcés …Isabel
- Hilda Bernard …Cecilia Rosales
- Maurice Jouvet …Valentín
- André Norevó …Padre de Mónica
- Pedro Pablo Tejada …Roberto
- Marisa Núñez …Vera
- Osvaldo Terranova …Gabriel López
- Bettis Doret
- Floryan Mychel
- Jesús Pampín …Padre de Felipe
- María del Río …Ana Vitali
- Pedro Pablo Tejada (h)
- Romualdo Quiroga …Amante de Ana
- Diana Arias …Niña pianista
- Alicia Noemí Rumbo
- Alejandro Linares
- José Fernández
- Juan Carrasco

## Comentarios
Noticias Gráficas atribuyó al filme:

”Regular exposición y deficiencias del diálogo.”

La Nación señaló que la película:

”Toca todos los géneros, desde la tragedia hasta la comedia picaresca sin alcanzar tintas definidas.”